# Distretto di Şuhut
Il distretto di Şuhut (in turco Şuhut ilçesi) è uno dei distretti della provincia di Afyonkarahisar, in Turchia. Il capoluogo è l'omonima città di Şuhut. Il distretto è stato istituito nel 1946.

## Comuni
Il distretto di Şuhut è suddiviso in soli due comuni. Lo stesso comune distrettuale di Şuhut e il comune cittadino, in turco belde belediyesi, di Karaadilli.